# Balthasar Kestner
Balthasar Kestner (* 6. Januar 1561 in Pulsnitz, Oberlausitz; † 23. Dezember 1633 in Bückeburg) war Hofschneider und Vertrauter des Grafen und später zum Fürsten ernannten Ernst zu Holstein-Schaumburg und nach dessen Tod Bückeburger Ratsherr und Kämmerer.

## Leben
Im Alter von zehn Jahren zum Vollwaisen geworden, lernte der Sohn des Stadtrichters Caspar Kestner mit 15 Jahren das Schneiderhandwerk und begab sich auf Wanderschaft. Zunächst ging es in alle deutschen Reichsstädte, dann für neun Jahre nach Italien (Venedig, Padua, Florenz, Mailand, Neapel und Rom). Von Venedig aus setzte er mit dem Schiff nach Dalmatien über und wanderte nach Konstantinopel, dem heutigen Istanbul. Mit dem Schiff des venezianischen Botschafters nach Venedig zurückgekehrt, wurde er von dem sich dort aufhaltenden Graf Ernst als Hofschneider eingestellt.
Das Verhältnis zwischen dem Grafen und Kestner muss außergewöhnlich herzlich gewesen sein. So soll der um nur acht Jahre ältere Ernst von Schaumburg gegenüber Balthasar Kestner auch eine Art Vaterrolle übernommen und mehrfach erklärt haben, solange er selbst etwas habe, solle auch dieser keinen Mangel erleiden. Fürst Ernst wurde später auch Taufpate des erstgeborenen Sohnes seines Leibschneiders. Balthasar Kestner seinerseits war dem Fürsten etwa dreißig Jahre lang, bis zu dessen Tod im Jahr 1622, ein treuer Diener.
1602 schenkte ihm der Graf ein stattliches Haus in Bückeburg zu freiem erblichen Besitz und gab ihm die Kammerzofe der Gräfinnen von Schaumburg zur Frau. Nach dem Tod Fürst Ernsts im Jahr 1622 wurde Kestner mit 61 Jahren in den Rat der damals etwa 500 Einwohner zählenden Residenzstadt Bückeburg aufgenommen und zum Kämmerer bestellt, ein Amt, das er bis zu seinem Tod im Jahr 1633 innehatte. Balthasar Kestner und seine Frau Catharina Bohne sind bei der Jetenburger Kirche in Bückeburg begraben.

## Bedeutung
Balthasar Kestner ist Stammvater einer Familie, aus der mehrere historische Persönlichkeiten hervorgingen (August Kestner, Diplomat, Mäzen und Archäologe, Johann Christian Kestner, Archivar und Ehemann von Werthers Lotte, des Juraprofessors und Leibnizkorrespondenten Henrich Ernst Kestner, des Komponisten und Museumsgründers Hermann Kestner, des Bildhauers Erich Schmidt-Kestner u. a.).